# Хан, Нильс
Нильс Хан (нем. Niels Hahn; род. 24 мая 2001, Винер-Нойштадт) — австрийский футболист, полузащитник клуба «Аустрия» (Вена).

## Клубная карьера
В апреле 2018 года подписал свой первый профессиональный контракт с клубом «Аустрия (Вена)». 11 ноября 2018 года дебютировал в основном составе «Аустрии» в матче австрийской Бундеслиги против клуба «Ред Булл (Зальцбург)», выйдя на замену Везелю Демаку.

## Карьера в сборной
Выступал за сборные Австрии до 15, до 16, до 17 и до 18 лет.